# Gavrilo Princip
Pour les articles homonymes, voir principe.
Gavrilo Princip (en serbe cyrillique : Гаврило Принцип, prononcé : /ɡǎʋrilo prǐntsip/), parfois francisé en Gabriel Princip voire Gabriel Principe, né le 25 juillet 1894 (13 juillet 1894 a.s.,) à Obljaj (vilayet de Bosnie sous administration austro-hongroise, actuelle Bosnie-Herzégovine) et mort le 28 avril 1918 à Theresienstadt (Bohême, Autriche-Hongrie, aujourd’hui Terezín en Tchéquie), était un étudiant serbe en Bosnie, antérieurement nationaliste yougoslave de Jeune Bosnie,.
Il est connu pour avoir assassiné l’archiduc François-Ferdinand ainsi que son épouse Sophie Chotek, le dimanche 28 juin 1914, casus belli de la Première Guerre mondiale : l'Autriche-Hongrie réagit à l'attentat en formulant un ultimatum à l'encontre du royaume de Serbie, en accord avec son allié allemand. Les exigences austro-hongroises étant jugées inacceptables par les Serbes, ceux-ci rejettent l'ultimatum, ce qui conduit l'Autriche-Hongrie à déclarer la guerre à la Serbie. Ce conflit local provoque l'activation d'une série d'alliances entre les grandes puissances européennes qui les entraînent sur la voie de la guerre.

## Biographie

### Éducation, enfance

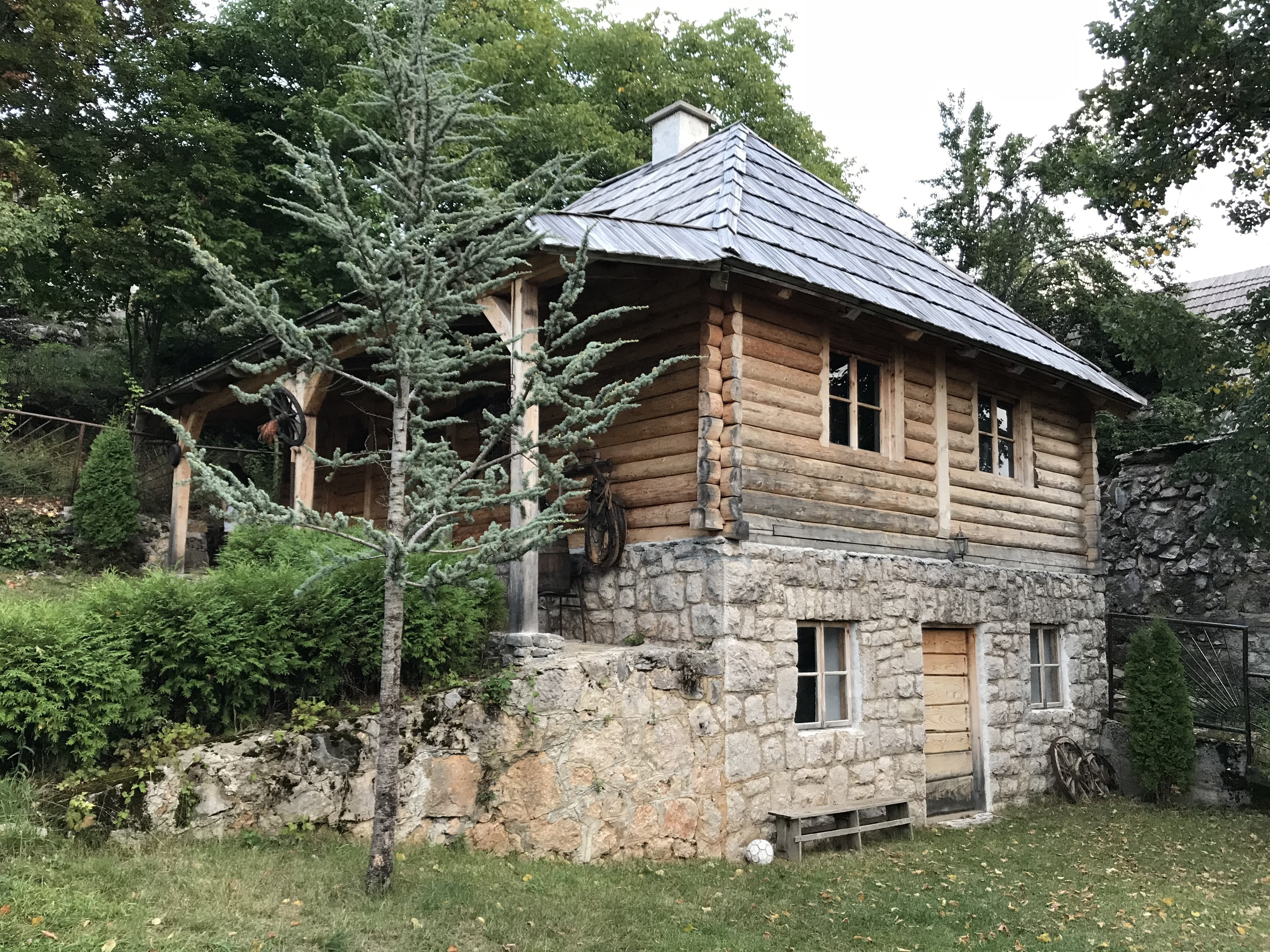
Obljaj, BiH.

Gavrilo Princip naît à Obljaj, un hameau près de Bosansko Grahovo, le 13 juillet 1894 du calendrier julien, jour où l'archange Gabriel est fêté selon le calendrier liturgique orthodoxe. Il est le septième enfant et le second fils de Petar Princip et de son épouse, Maria. Des neuf enfants, seuls lui et ses frères Jovo (1887-1957) et Nikola (1898-1941) survivent à l'enfance, les six autres mourant de la tuberculose[réf. souhaitée]. Son enfance est donc marquée par les drames familiaux et la pauvreté dans laquelle vivent le plus souvent les Serbes de Bosnie sous la domination [réf. nécessaire] de l'Autriche-Hongrie (1878-1918), depuis la disparition des lois qui les favorisaient pendant les guerres contre les Ottomans (voir Migrations serbes).
Le patronyme de Princip est très rare ; jusqu'à une période récente, on ne le trouvait qu'à Obljaj. « La légende familiale affirme qu'au XVIIIe siècle un voyageur italien qui s'était aventuré dans ces parages avait été impressionné par la prestance du garde-frontière local : « Il a l'air d'un prince ! » (principe en italien), se serait-il exclamé. La famille a aussitôt adopté ce surnom flatteur, en lui donnant une consonance serbe. »

### L'attentat de Sarajevo

#### Contexte international
L'Empire austro-hongrois qui dirige, depuis le traité de Berlin de 1878, l'administration de la Bosnie-Herzégovine, possession turque, a annexé le pays en 1908, contre les stipulations du traité de Berlin, provoquant la colère des Serbes. Cette décision mécontente l'Empire russe, qui se considère comme le protecteur des Slaves d'Europe, mais cette crise n'a pas de suites, la Russie n'ayant pas les moyens d'une intervention armée après sa défaite face au Japon et ses alliés, la République française et le Royaume-Uni, ne la soutenant pas.

#### Contexte politique
Dès 1911, Gavrilo Princip adhère à un club de jeunesse d'union des peuples, une organisation anationale et anticléricale. Puis il rejoint la société Jeune Bosnie (Mlada Bosna). Il fait partie des conjurés de cette société qui préparent un attentat contre l'archiduc François-Ferdinand, héritier du trône austro-hongrois, lors de sa visite officielle à Sarajevo, capitale de la Bosnie-Herzégovine, le 28 juin 1914.
Le 28 juin 1914 (date choisie par les membres de Jeune Bosnie, car elle était aussi celle du sacrifice de Miloš Obilić pendant la bataille du Kosovo de 1389), le jeune homme tue l'archiduc et sa femme la duchesse de Hohenberg avec un Browning M1910.
Il est peu probable que le jeune nationaliste ait été téléguidé uniquement par La Main noire, organisation secrète ayant des ramifications dans l'armée serbe.
En effet, l'archiduc avait épousé, à l'encontre des règles successorales au trône de la maison de Habsbourg-Lorraine, la femme de son choix, une dame tchèque (et non un membre de famille souveraine), et ne cachait pas ses sympathies slavophiles. L'empereur François-Joseph ayant 84 ans, François-Ferdinand pouvait monter sur le trône d'un jour à l'autre. À son avènement, il aurait donné aux populations slaves de son Empire — numériquement plus nombreuses que les Allemands et les Hongrois — les mêmes droits que ceux des populations allemandes et magyares et certainement une grande autonomie allant peut être jusqu'au trialisme.
Cela contrariait, non seulement les ministères hongrois de Budapest, mais aussi et surtout certains milieux politiques et militaires de Belgrade qui voulaient réunir sous l'égide de la seule Serbie les Slaves du Sud (« Yougo-Slaves ») de l'Europe au détriment de l'Empire austro-hongrois comme l'avait fait soixante ans plus tôt le royaume de Sardaigne pour les populations italiennes.

### Le «suicide de l'Europe»
Cet événement, dans le contexte de relations internationales tendues de cette période, conduit le gouvernement austro-hongrois à déclencher le 28 juillet 1914 une « guerre préventive » qui se mua bientôt en guerre européenne puis mondiale, rapidement dénommée la « Grande Guerre », en raison des systèmes d'alliance liant les puissances de l'époque : la Serbie s'appuyant sur la Russie, laquelle était alliée à la France et au Royaume-Uni. L'Autriche-Hongrie était pour sa part alliée à l'Allemagne, première puissance européenne (laquelle était alliée à l'Empire ottoman).

### Le destin d'un héros ou d'un terroriste

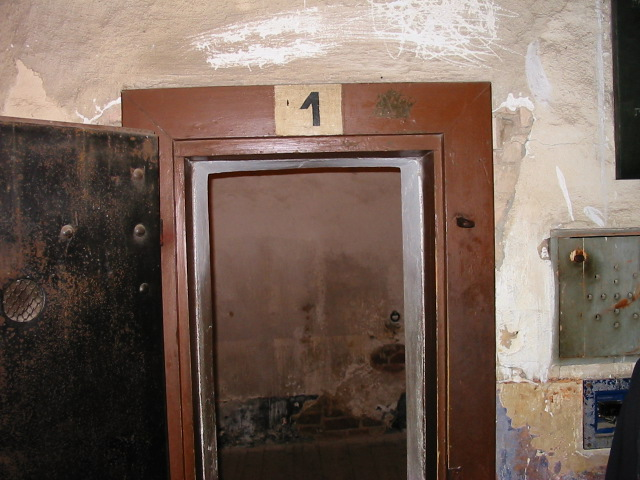
La cellule de Gavrilo Princip en 2005.

N'ayant pas encore vingt ans au moment de l'attentat, Gavrilo Princip ne peut être condamné à mort en Autriche-Hongrie.
Incarcéré et placé à l'isolement dans la forteresse de Theresienstadt (aujourd'hui Terezín en République tchèque), il souffre de mauvaises conditions de détention — pendant une période de blocus économique où, déjà, beaucoup de gens souffrent de la faim — Gavrilo Princip est en effet incarcéré dans une cellule sans toit, à la merci de la neige et de la pluie, il est également victime de la vindicte de ses gardiens. Sa santé se dégrade. Ayant déjà contracté la tuberculose avant l'attentat, la maladie s'étend aux os au fil du temps. Amputé du bras droit, il meurt en avril 1918 après une longue agonie.
Après la guerre, le 9 juin 1920, les autorités des nouveaux États, Tchécoslovaquie et royaume des Serbes, Croates et Slovènes, organisent solennellement le transfert de ses restes à Sarajevo, salués par des dizaines de milliers d'habitants des deux pays. Il est inhumé au cimetière Saint-Marc, dans une chapelle commémorative.
Considéré comme un héros de la Yougoslavie royale d'Alexandre Ier ainsi que celle de Tito, il est célébré par une plaque commémorative de son acte à Sarajevo, sur les lieux de l'attentat, qui le décrit comme « un combattant de la liberté ». Cette plaque, détruite par les nazis en avril 1941, est remplacée par une autre, détruite à son tour par l'armée de la République de Bosnie et d'Herzégovine pendant la guerre en ex-Yougoslavie en 1992. Aujourd'hui une nouvelle plaque porte le message « Que la paix règne sur terre », en anglais, serbe, et bosniaque.
Princip, membre de la Jeune Bosnie, une organisation fondée sur la coopération entre les populations slaves du sud (ou yougoslaves), avait affirmé : « Je suis un nationaliste yougoslave, aspirant à l'unification de tous les Slaves du Sud (Yougoslaves), et je ne me soucie pas de ce que sera la forme de notre État, je sais seulement qu'il devra être libéré (indépendant) de l'Autriche ».
En 1941, son frère cadet Nikola Princip, médecin à Capljina en Herzégovine, est arrêté et assassiné par les oustachis, alliés des nazis, sans autre tort que d'être serbe et de sa famille.

### Autour de l'attentat
- En face des lieux de l'attentat, un musée consacré uniquement au « héros » Gavrilo Princip et à la Mlada Bosna est édifié pendant la période yougoslave. Aujourd'hui, il retrace plus généralement la période de domination austro-hongroise en Bosnie-Herzégovine (le musée s'appelle d'ailleurs « musée Sarajevo 1878-1918 »).
- La voiture de François-Ferdinand, son uniforme taché de sang et l'arme du tueur sont aujourd'hui visibles au musée militaire de Vienne, en Autriche.
- La balle qui a tué François-Ferdinand est exposée dans la partie muséale du château de Konopiště, en République tchèque, où demeuraient l'archiduc et sa famille.
- Gavrilo Princip était considéré comme un héros par le régime yougoslave, pendant la première Yougoslavie (royaliste) et pendant la période de la Yougoslavie de Tito. En effet, les communistes avaient « récupéré » l'acte de Princip à leur compte. Aujourd'hui, il est plutôt glorifié par les peuples serbe, monténégrin et macédonien, mais aussi par les Bosniaques, comme le témoigne la chanson Gavrilo Princip, de Safet Isovic, un des chanteurs traditionnels les plus populaires parmi les Bosniaques.
- De nombreuses rues en ex-Yougoslavie portent le nom de Gavrilo Princip. Le pont sur lequel les événements se sont passés avait été renommé, après la Seconde Guerre mondiale, Principov Most (le pont de Princip). Il a depuis retrouvé son nom d'origine, le « Pont latin ».
- Le pistolet qui a été utilisé pour tuer François-Ferdinand est un Browning 1910 de la Fabrique nationale de Herstal, une manufacture d'armes à feu belge.
- Le groupe de rock britannique originaire de Glasgow Franz Ferdinand affichait en fond de scène le portrait de Gavrilo Princip lors de sa tournée 2009.
- Le 27 juin 2014, à l'occasion des 100 ans de l'attentat de Sarajevo, une statue à son effigie est inaugurée à Istočno Sarajevo.
- Le parc Gavrilo Princip à Belgrade est nommé d'après lui, une statue à son effigie y est par ailleurs inaugurée le 28 juin 2015.

#### Retrouvaille des descendants, 100 ans après

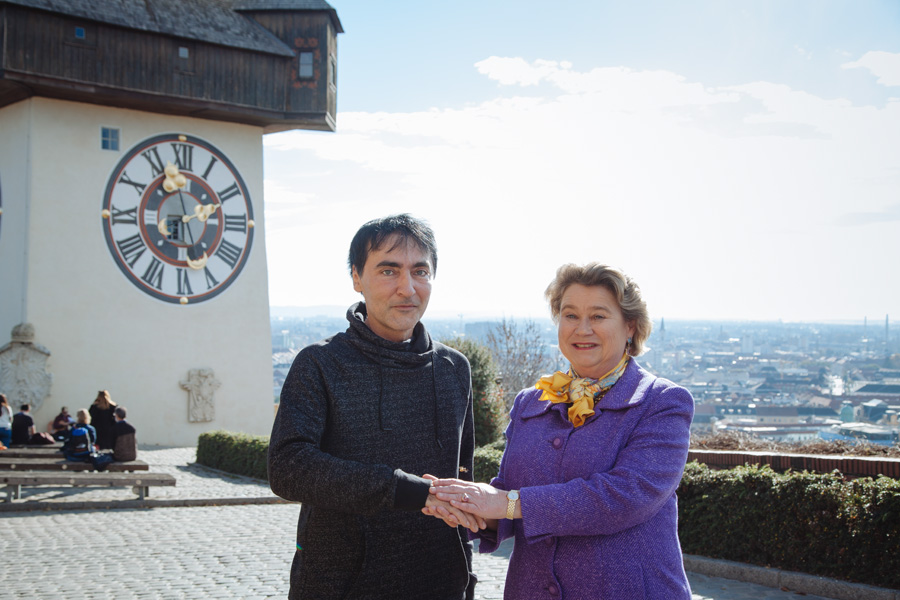
Anita Hohenberg serrant la main de Branislav Princip.

Le 11 novembre 2018, 100 ans après la fin de la Première Guerre mondiale, Anita Hohenberg, arrière-petite-fille de l'archiduc et le cinéaste Branislav Princip, descendant d'un frère de Gavrilo Princip, se sont retrouvés à Graz en Autriche. Cette entrevue, émouvante pour les deux descendants, a été surnommée par la presse autrichienne et serbe, « les mains de la paix ».

## Filmographie
- « Our Shadows Will », de Vladimir Perišić, épisode du film collectif Les Ponts de Sarajevo, 2014, est fondé sur les minutes du procès de Gavrilo Princip et de ses camarades.
- The King's Man : Première Mission (2021), de Matthew Vaughn, fiction dans laquelle est rejoué l'assassinat de l'archiduc François-Ferdinand ; Joel Basman prête ses traits au personnage.